# A. Marja
A. Marja, pseudoniem van Arend Theodoor Mooij (Oude Leije, 8 maart 1917 – Den Haag, 10 januari 1964) was een Nederlands schrijver en dichter. Zijn pseudoniem is ontleend aan de voornaam van zijn moeder.
Hij werd geboren in de dorpspastorie van Oude Leije, waar zijn vader dominee was voor de Vrije Evangelische Gemeente. In 1924 verhuisde het gezin Mooij naar Winschoten, waar Marja van 1930 tot 1936 de christelijke hbs bezocht. In 1934 ontmoette hij de dichter in de dop Koos Schuur, met wie hij tot zijn dood nauw bevriend zou blijven. Onder invloed van een leraar Duits publiceerde Marja, nog onder zijn eigen naam, op 2 februari 1935 een gedicht in Volk en Vaderland. Toen zijn vader in Yerseke werd beroepen, ging Marja op kamers wonen in de stad Groningen. In het laatste jaar op de christelijke hbs in de Grote Rozenstraat, werd hij verliefd op een meisje: Geerdina Aaltje Kuiper (1917-1995, schrijfster onder het pseudoniem Renée van Walcheren en vertaalster onder het pseudoniem Margot Bakker). Mooij trouwde met Kuiper in 1944 en droeg een aantal (liefdes)verzen aan haar op.
A. Marja debuteerde in 1937 met de dichtbundel Stalen op zicht. Zijn enige roman Snippers op de rivier beleefde vijf herdrukken en werd door critici bejubeld: 'Het boek is frisch geschreven en vooral de «ontknooping» vind ik gezond en boeiend. Met een diepe en oprechte toewijding voor de personen geschreven.' (H.M. van Randwijk) en 'Een debuut, dat niet zonder betekenis is.' (B. van Noort).
Toen de befaamde Haagse boekhandel De Vijf Vocalen zijn bundel 'Maar ja, Marja' in maart 1944 verkocht, liet de Nederlandse Kultuurkamer de boekhandel sluiten. Volgens jonkheer S.M.S. de Ranitz, voorzitter van de Kultuurkamer, was de bundel tegen de bezettende overheid gericht. De Kultuurkamer vond met name de gedichten 'Opzij gedreven', 'Credo' en 'Napoleontisch Grenadier' uit deze bundel getuigen van een anti-nationaal socialistisch karakter.
Lange tijd werkte A. Marja samen met H. Drijver Jr als redacteur voor de Bayard-reeks van Uitgeverij F.G. Kroonder te Bussum. Bij deze uitgeverij verschenen ook veel uitgaven van A. Marja.
Marja wordt door sommigen tot de Groninger School gerekend. Marja maakte furore met zijn 'practical jokes', rigoureuze grappen die hij uithaalde met collega-dichters en schrijvers, die hem niet altijd in dank werden afgenomen. Zijn biografie kenmerkt zich door ongeluk: hij kon van zijn scheppend werk niet leven, had moeite met het behouden van een vaste baan, hertrouwde tweemaal en had al vroeg hartklachten en diabetes.
In oktober 2008 zorgden een heruitgave van Snippers op de rivier, een bloemlezing uit de gedichten van A. Marja en een speciale aflevering van het literaire tijdschrift Tzum voor een revival.